# Julian Baumgartlinger
Julian Baumgartlinger (n. 2 ianuarie 1988, Salzburg, Austria) este un fotbalist austriac, care în prezent joacă la Bayer Leverkusen în Bundesliga pe postul de mijlocaș.

## Cariera de jucător
Baumgartlinger a început să joace fotbal la vârsta de cinci ani la clubul local USC Mattsee. În 2001, el a plecat din Austria pentru a juca la academia de tineret a TSV 1860 München. Acolo a avut o evoluție bună și a fost chemat la echipa de seniori în 2007. După ce a jucat în 13 meciuri,  mai mult din poziție de rezervă, în sezoanele 2007-2008 și 2008-2009, a acceptat o ofertă de a se întoarce în țara sa natală de la FK Austria Viena.
În Viena a avut parte de doi ani cu succes, devenind un titular constant și al echipei naționale de seniori. Acesta a fost urmărit și de către clubul din Bundesliga, 1. FSV Mainz 05, care l-a cumpărat ulterior pentru 1.100.000 de euro. 

## Cariera internațională
Baumgartlinger a devenit în 2009 căpitan al echipei naționale de tineret. La data de 9 septembrie 2009, a debutat la echipa de seniori într-un meci din preliminariile Campionatului Mondial din 2010 într-un meci împotriva României. El a marcat primul său gol pe 3 iunie 2014 într-un meci amical contra Republicii Cehe, care s-a terminat cu victoria Austriei cu scorul de 2-1.